# IC 3421
IC 3421 је спирална галаксија у сазвјежђу Береникина коса која се налази на листи објеката дубоког неба у Индекс каталогу.
Деклинација објекта је + 26° 13' 52" а ректасцензија 12h 29m 38,8s. Привидна величина (магнитуда) објекта IC 3421 износи 14,9 а фотографска магнитуда 15,8. IC 3421 је још познат и под ознакама MCG 5-30-7, PGC 41204.